# بوب أوبرالي
البوب الأبرالي هي أغاني بموسيقى البوب، يغنيها مغنون أوبراليون .

## مغنو البوب الأوبرالي
- ديماش كوداي بيرجن
- آميس فويفير
- جي فور
- إيل ديفو
- أندريا بوتشللي
- سارة برايتمان